# ACI Vallelunga Circuit
ACI Vallelunga Circuit lub Autodromo di Vallelunga Piero Taruffi – włoski tor wyścigowy położony nieopodal miejscowości Campagnano di Roma i Vallelunga 20 km na północ do Rzymu. Obecnie odbywają się tam wyścigi motocyklowe World Superbike, 6 Hours of Vallelunga zaliczany do klasyfikacji European Le Mans Series. W historii startowały tam również bolidy Europejskiej Formuły 3, Superleague Formula, World Sportscar Championship, Italian Touring Car Competition, Italian Touring Car Competition, Formuły 3000, Formuły 2 oraz Formuły Renault 2.0. W latach 1963–1991 odbywały się tam wyścigi Grand Prix Rzymu. 
W 2005 roku zakończono gruntowny remont toru. Tor został przedłużony o dodatkowy jeden kilometr, zbudowano nową wieżę, poszerzono pobocza i ulepszono infrastrukturę. Dzięki temu tor zyskał homologację FIA umożliwiającą organizację testów Formuły 1. Od 2006 roku do nazwy toru dodano nazwisko słynnego włoskiego kierowcy wyścigowego Piero Taruffi.